# DB 472 sorozat
A DB 472 sorozat egy német motorvonat sorozat. Összesen 62 szerelvényt gyártott a LHB, az MBB, a WMD és az SSD 1974 és 1984 között. A Hamburgi S-Bahn hálózaton közlekedik.